# Botlekbrug
Die Botlekbrug ist eine kombinierte Straßen- und Eisenbahnbrücke über die Oude Maas im Hafen Rotterdam in der niederländischen Gemeinde Rotterdam. Für den Schiffsverkehr ist eine doppelte Hubbrücke mit zwei beweglichen Fachwerktragwerken von 92 Meter Spannweite integriert, womit sie zu den weltweit größten Hubbrücken zählt. Die 49 Meter breite Brücke führt vier Fahrstreifen der Autobahn A15, ein Gleis der Havenspoorlijn Rotterdam, einen separaten Weg für Kleinkrafträder und Fahrräder sowie einen Fußweg. In Höhe der Brücke hat die A15 insgesamt acht Fahrstreifen, vier verlaufen durch den benachbarten Botlektunnel.
Namensgeber ist die Botlek genannte ehemalige Verbindung zwischen Nieuwe Maas und Brielse Maas, die in den 1950er Jahren Teil des gleichnamigen Hafengebietes wurde und für dessen Entwicklung man bis 1955 die erste Botlekbrug errichtete. Die weitere Westexpansion des Hafens erforderte in den 1970er Jahren den Bau des Botlektunnels für die A15 sowie in den 2000er Jahren den eines parallel verlaufenden zweigleisigen Eisenbahntunnels für die Hafenbahn, die seit 2007 Teil der Betuweroute ist. Die zweite Botlekbrug wurde bis 2015 im Rahmen eines großangelegten Ausbaus der A15 errichtet, um die Kapazität der wichtigen Verkehrsverbindung für den Seehafenhinterlandverkehr zu vergrößern.

## Geschichte

### Hafengebiet Botlek
Die Entwicklung des Hafens Rotterdam vollzog sich seit Anfang des 20. Jahrhunderts hauptsächlich nach Westen entlang der Nieuwe Maas und des 1872 fertiggestellten Nieuwe Waterweg, wobei die größten Hafenanlagen südlich dieses Kanals entstanden. Vor dem Zweiten Weltkrieg hatte sich der Hafen bis zur Oude Maas ausgedehnt, wo ab Ende der 1930er Jahre westlich von Pernis der 1. und 2. Petroleumhaven entstand und sich darum großflächig petrochemische Industrie ansiedelte. Nach dem Krieg begann man mit der Umsetzung von Plänen, die Botlek genannte Verbindung zwischen der Nieuwe Maas und der Brielse Maas sowie die angrenzende Insel Wel-Plaat und den östlichen Teil von Rozenburg zu einem Hafen- und Industriegebiet zu entwickeln. Dazu war der Bau einer Brücke über die Oude Maas nötig, um das Gebiet an das Verkehrsnetz von Rotterdam anzuschließen. Die Bauarbeiten an der kombinierten Straßen- und Eisenbahnbrücke begannen Ende 1952 und waren Mitte 1955 abgeschlossen. Der Botlek-Plan aus dem Jahre 1947 wurde in der Zwischenzeit an die Entwicklungen im Energie- und Chemiesektor angepasst, da die Kohle als Brennstoff und Rohstoff zunehmend durch Erdöl abgelöst wurde und sich die Standorte der Erdölraffinerien von den Förder- in die Abnehmerländer verlagerten. So wurde in Botlek der 3. Petroleumhaven gebaut, der 1957 in Betrieb genommen werden konnte. Zeitgleich entstanden im neuen Hafengebiet unter anderem Werke von ExxonMobil (Esso), Chevron (Caltex) und Dow Chemical sowie mit der Verolme Dok en Scheepsbouw Maatschappij eine der weltweit größten Werften (heute Damen Verolme Rotterdam).

### Erste Brücke 1955

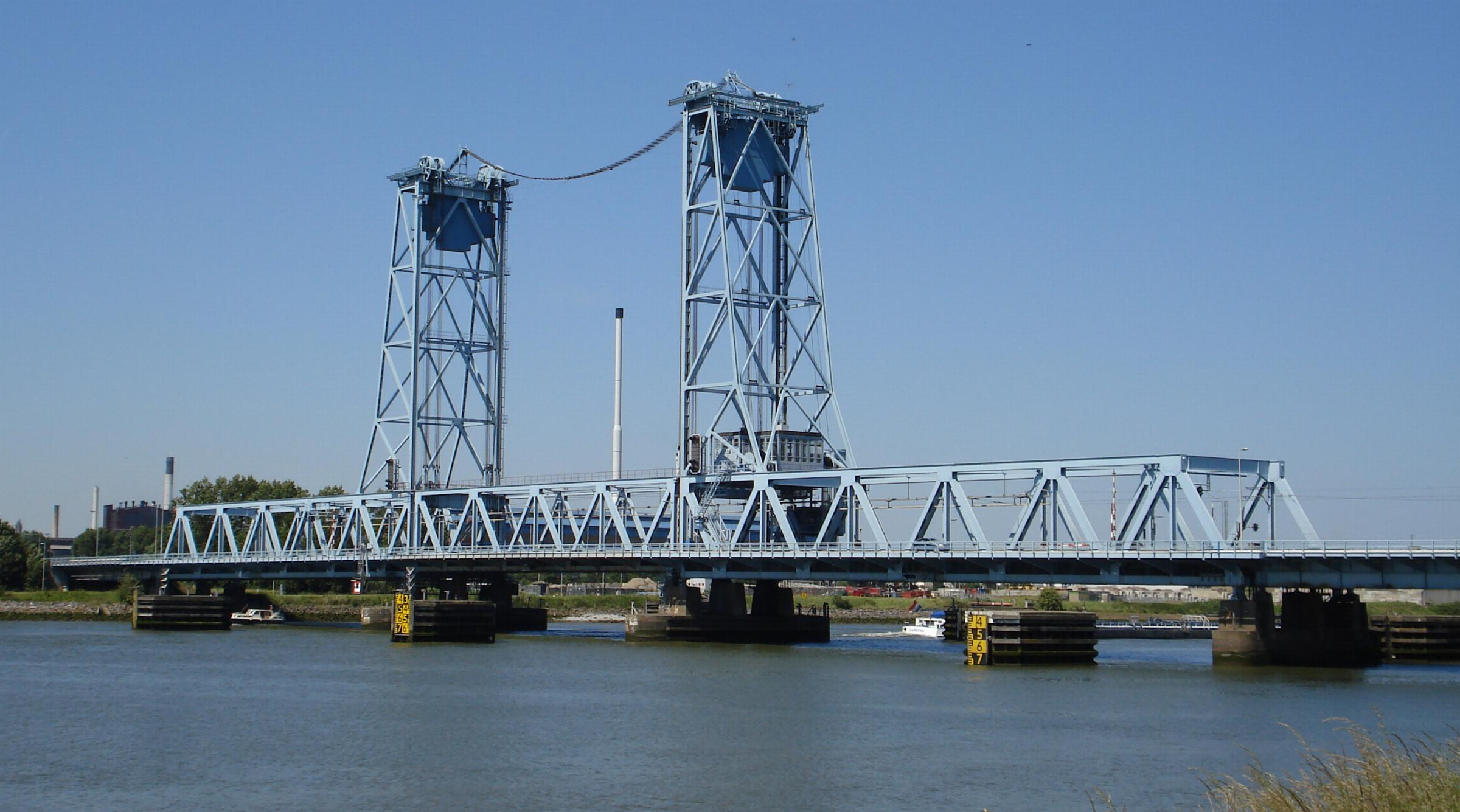
Die erste Botlekbrug von 1955

Für den Standort der ersten Botlekbrug wurde die Südostecke der Insel Wel-Plaat gewählt, wo der ehemalige Hartelsche Gat (seit den 1970er Jahren Hartelkanal) in die Oude Maas mündete. Als Konstruktion wählte man eine etwa 500 Meter lange Fachwerkbrücke mit einer integrierten Hubbrücke, die dem Schiffsverkehr eine Durchfahrtsbreite von 55 Metern bot und etwa 50 Mal pro Tag geöffnet werden musste. Die lichte Höhe betrug 8 Meter in der geschlossenen und 45 Meter in der geöffneten Position. Die 23 Meter breite Brücke führte zwei Fahrstreifen, beidseitig einen Rad- und Fußweg und ein Gleis der Havenspoorlijn Rotterdam.
Ende der 1950er Jahre begann die weitere Expansion des Hafens nach Westen durch den Bau des Europoorts (1958–1964) auf der Insel Rozenburg und der Maasvlakte (1964–1974) an der Mündung des Nieuwe Waterweg in die Nordsee, was den Verkehr über die Brücke stetig erhöhte. Zur Entlastung wurde 1976–1980 etwa 100 Meter südlich der Brücke der vierspurige Botlektunnel gebaut, der die Autobahn A15 (Rijksweg 15) auf das Hafengebiet verlängerte. Ein zweigleisiger Eisenbahntunnel für die Hafenbahn entstand bis 2006, der etwa 30 Meter nördlich vom Standort der alten Brücke die Oude Maas unterquert. Seit 2007 sind der Tunnel und die Hafenbahn Teil der Betuweroute nach Zevenaar, die zur Entlastung der A15 vom enorm gestiegenen LKW-Verkehr im Seehafenhinterlandverkehr gebaut wurde.

### Zweite Brücke 2015

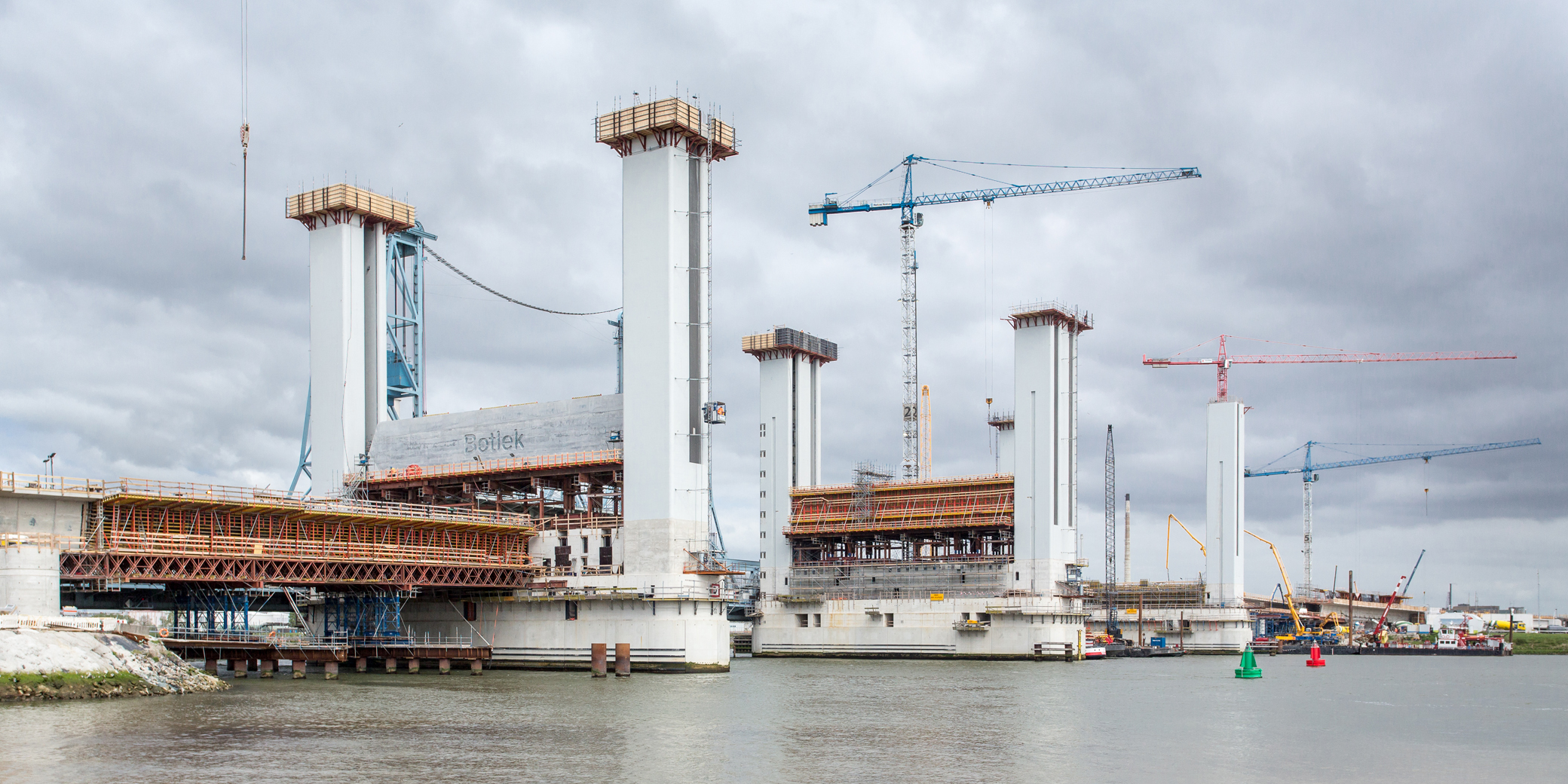
Bau der zweiten Botlekbrug 2014

Mit dem Bau der Maasvlakte 2 (2008–2012), die durch Landgewinnung weiter westlich in die Nordsee errichtet wurde, sah sich die zuständige niederländische Behörde für den Bau und Unterhalt der Straßen und Wasserwege Rijkswaterstaat gezwungen die wichtige Verkehrsverbindung A15 für den Seehafenhinterlandverkehr zu erneuern und auszubauen. Ende 2010 wurde das Projekt A15 Maasvlakte–Vaanplein mit einem Gesamtvolumen von 1,5 Milliarden Euro an das Konsortium A-Lanes A15 vergeben, bestehend aus Strabag, Ballast Nedam, John Laing und Strukton. Das Projekt beinhaltet neben der Erneuerung und der Kapazitätserweiterung des 37 Kilometer langen Abschnittes der Autobahn A15 ab dem Autobahnkreuz Vaanplein auch den auf 25 Jahre angelegten Betrieb. Ein Bestandteil war die Ersetzung der alten Botlekbrug durch eine neue Hubbrücke für vier Fahrstreifen und zwei Gleise, die zudem wie die flussauf folgende Spijkenisserbrug zwei Öffnungen für den Schiffsverkehr bieten sollte. Die Bauarbeiten an der 1,2 Kilometer langen Brücke begannen 2011 und waren 2015 abgeschlossen, womit die Brücke für den Straßenverkehr freigegeben werden konnte. Die Freigabe des Brückenteils für Fußgänger und Radfahrer dauerte noch bis 2018. Das erste Gleis für die Hafenbahn ging erst 2021 in Betrieb. Die benachbarte alte Brücke wurde während der Bauphase weiter genutzt und erst Ende 2017 abgebaut.

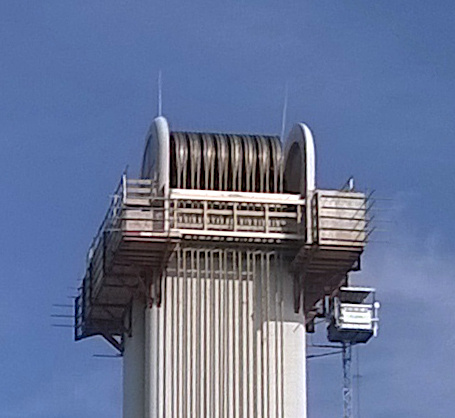
Die Umlenkrollen in einem der 65 m hohen Türme, 2014

Erste Instandsetzungsarbeiten waren schon im Frühjahr 2018 nötig, da sich die Lager der Umlenkrollen des Seilzugsystems in den Türmen der Hubbrücken als ungeeignet erwiesen und zunehmende Störungen im Betrieb zu erwarten waren. Die Lager zeigten durch die hohen Belastungen starke Abnutzungserscheinungen und mussten durch größere Bauformen ersetzt werden. Da die Lager und die 3,6 Meter großen Umlenkrollen sich nur gemeinsam ersetzen ließen, wurden zwischen April und Oktober alle 64 Sets mit einem Gewicht von je 16 Tonnen in über 60 Meter Höhe ausgetauscht.

## Beschreibung

### Gesamtüberblick
Die Brücke erstreckt sich von Ost nach West über 1,2 km und gliedert sich in die etwa 210 m lange zentrale doppelte Hubbrücke mit ihren drei Strompfeilern und die ausgedehnten Zufahrten im Uferbereich, die sich für die unterschiedlichen Verkehrswege und Fahrtrichtungen in vier Zufahrtsrampen pro Seite auffächern und dabei teilweise die Zufahrten zum Botlektunnel überqueren. Insgesamt ruht die Brücke auf fast 100 Brückenpfeilern und gliedert sich dadurch in entsprechend viele Brückenfelder, die hauptsächlich aus Balken- oder Hohlkastenträgern aus Stahlbeton bestehen. Im zentralen Teil beträgt die Breite 49 m und bietet Platz für vier Fahrstreifen, ein Gleis, einen separaten Weg für Kleinkrafträder und Fahrräder sowie einen Fußweg. In einer weiteren Ausbaustufe soll der Fußweg auf zusätzliche Ausleger an der Nordseite verlegt werden, wodurch Platz für das geplante zweite Gleis entsteht.

### Hubbrücken
Die beiden baugleichen Hubrücken haben ein bewegliches Fachwerktragwerk aus Stahl mit einer Spannweite von 92 m. Dieses besteht aus je drei parallelgurtigen Strebenfachwerken und einer unten liegenden orthotropen Fahrbahnplatte. Die Breite zwischen den äußeren Fachwerken beträgt 49 m, an den abschließenden Querbalken erhöht sich die Breite des Tragwerks zur Befestigung des Seilzugsystems auf 56 m. Die 13,6 m hohen und 1,5 m breiten Fachwerkträger teilen das etwa 10.000 m² große Fahrbahndeck asymmetrisch in den 26,9 m breiten südlichen Bereich der vier Autobahnfahrstreifen und den 17,6 m breiten nördlichen Bereich für die Gleise und den restlichen Verkehr. Die 5000 Tonnen schweren Tragwerke sind an den abschließenden Querbalken über jeweils 4 × 16 Stahlseile von 90 mm Durchmesser mit jeweils zwei 2500 Tonnen schweren Stahlbetongegengewichten verbunden und ausbalanciert. Die Gegengewichte verlaufen parallel zu den Querbalken der Tragwerke und haben etwa die gleiche Länge. Die Seile werden in Paaren über Umlenkrollen von 3,6 m Durchmesser an der Spitze der vier 65 m hohen Türme geführt, wobei in der Mitte der Brücke die jeweiligen Türme konstruktiv zusammengefasst sind.

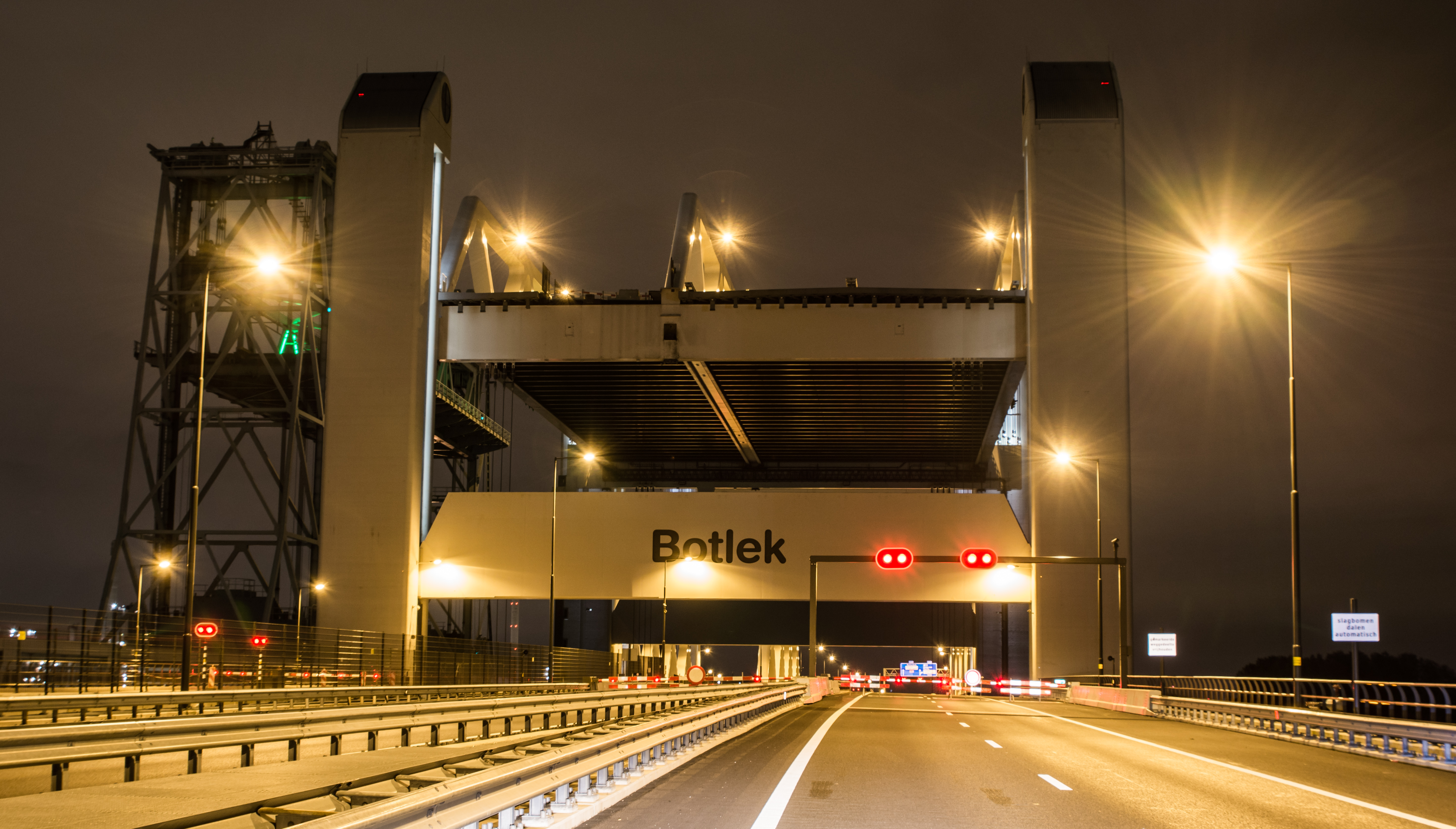
Fahrbahndeck der Brücke, Ampeln und Schranken unterbrechen den Verkehr bei geöffneten Hubbrücken (links die alte Brücke, 2016)

Die lichte Höhe für den Schiffsverkehr unterhalb der Tragwerke wurde im Gegensatz zur alten Brücke fast verdoppelt und beträgt in der geschlossenen Position mindestens 14,0 m. Dadurch reduzierte sich die tägliche Anzahl der nötigen Öffnungen auf etwa 20, da die Höhe für die Binnen- und Sportschifffahrt in der Regel ausreichend ist. Bei einer Hubhöhe von 31 m stehen der Seeschifffahrt in der geöffneten Position mindestens 45,0 m zur Verfügung. Schiffe haben im Hafen stets Vorrang, die durchschnittliche Unterbrechung des Straßenverkehrs liegt bei 11 min. Die Hubhöhe von 31 m wird in 90 s erreicht, das Absenken dauert 70 s.
Die drei Strompfeiler sind in einer Tiefe von 20 m unterhalb der Wasseroberfläche flach gegründet, das Flussbett liegt in etwa 12 m Tiefe. Die Grundflächen der Stahlbetonpfeiler sind etwa 16 m × 64 m groß, wobei sich die Breite der äußeren Pfeiler im oberen Bereich auf 9,4 m reduziert. Der Abstand der Mittelachsen der Pfeiler beträgt 102,5 m, die maximale Durchfahrtsbreite für den Schiffsverkehr 87,3 m.

## Vergleich mit anderen Hubbrücken
Die Bauform mit zwei hintereinander folgenden Hubbrücken wurde weltweit bisher nur drei Mal realisiert. Der Erfinder der modernen Hubbrücke John Alexander Low Waddell entwarf 1926 die erste Konstruktion für die viergleisige Strecke der Central Railroad of New Jersey (CNJ) über die Newark Bay. Diese bestand aus zwei hintereinander folgenden Hubbrücken für zwei Gleise mit 91 m und 64 m Spannweite, wobei für die vier Gleise der CNJ zwei parallele Brücken errichtet wurden. Für die Seeschifffahrt stand über dem Fahrwasser zu den Anlagen des New Yorker Hafens eine lichte Höhe von 41 m in der geöffneten Position zur Verfügung. Die CNJ Newark Bay Bridge wurde durch eine Schiffskollision 1966 beschädigt und konnte bis zu ihrem Abriss 1980 nur noch zweigleisig genutzt werden. Die zweite Brücke dieser Bauform entstand 1976 über die Oude Maas zwischen Spijkenisse und Rotterdam. Die Spijkenisserbrug hat zwei hintereinander folgende Hubbrücken für drei Fahrstreifen mit jeweils 100 m Spannweite. Sie diente in dieser Ausführung als Vorlage für die flussab folgende Botlekbrug und hat wie diese eine lichte Höhe von mindestens 45 m in der geöffneten Position.

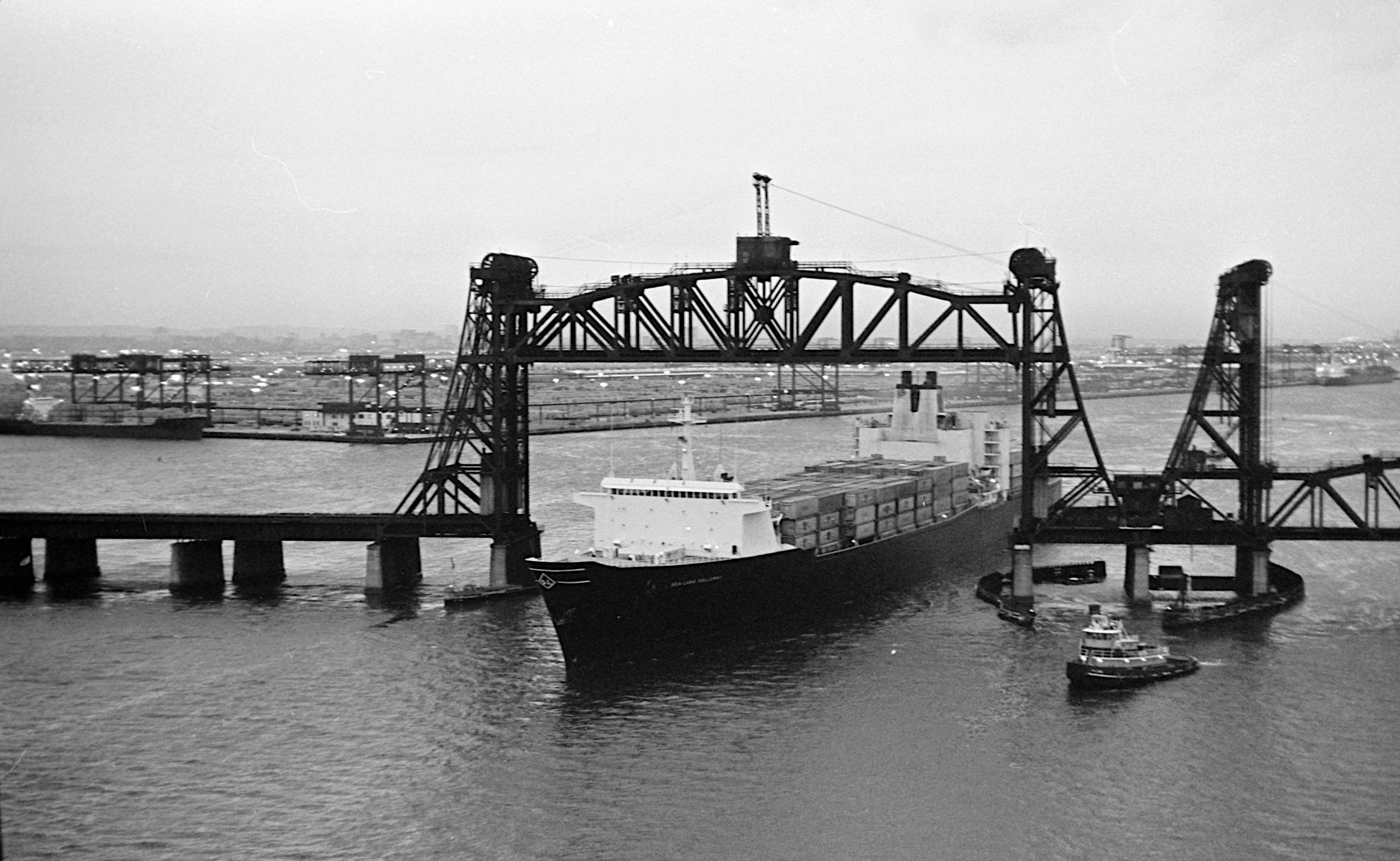
Ein Containerschiff passiert eine der Hubbrücken der Newark Bay Bridge
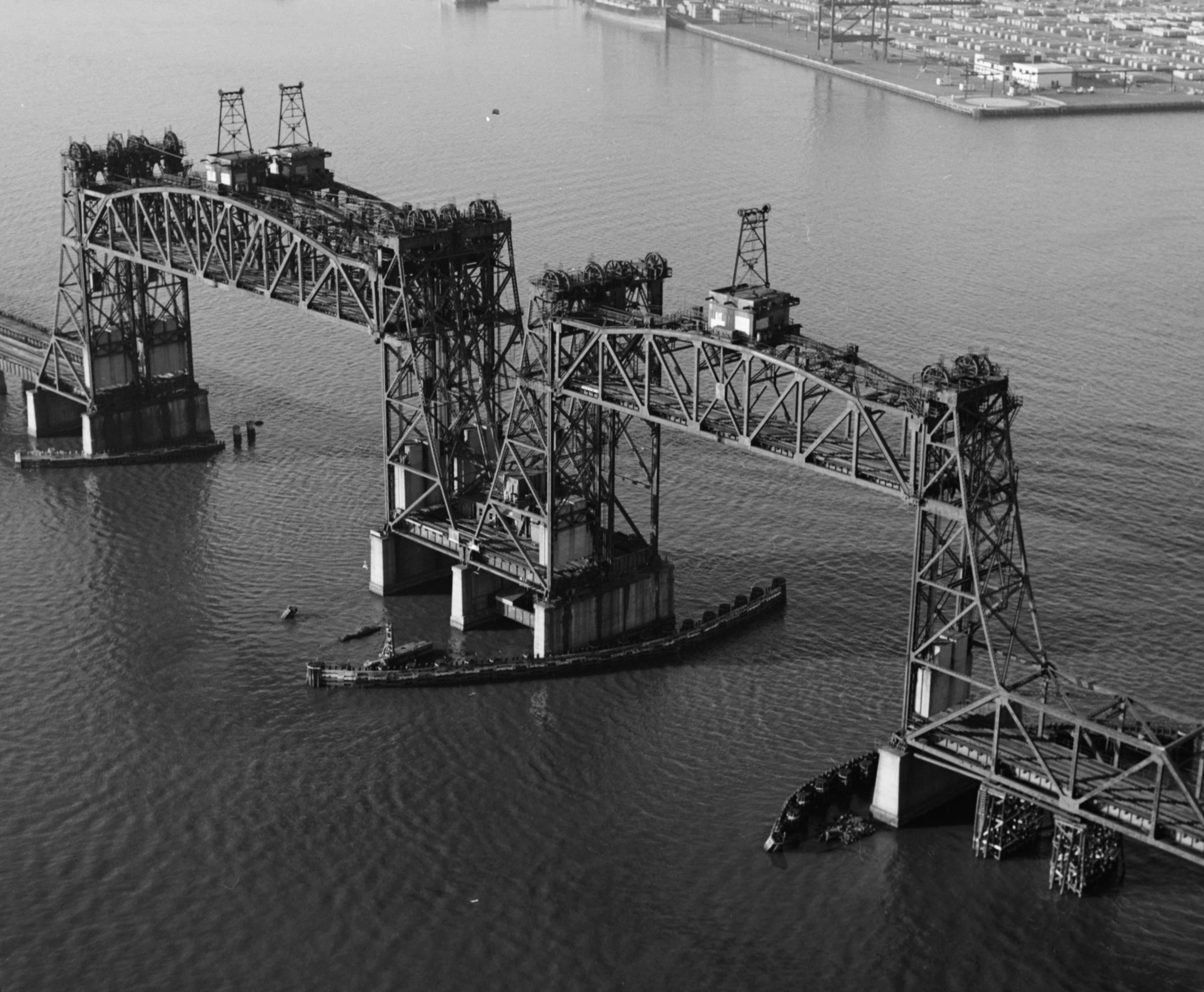
Luftaufnahme der CNJ Newark Bay Bridge, 1979
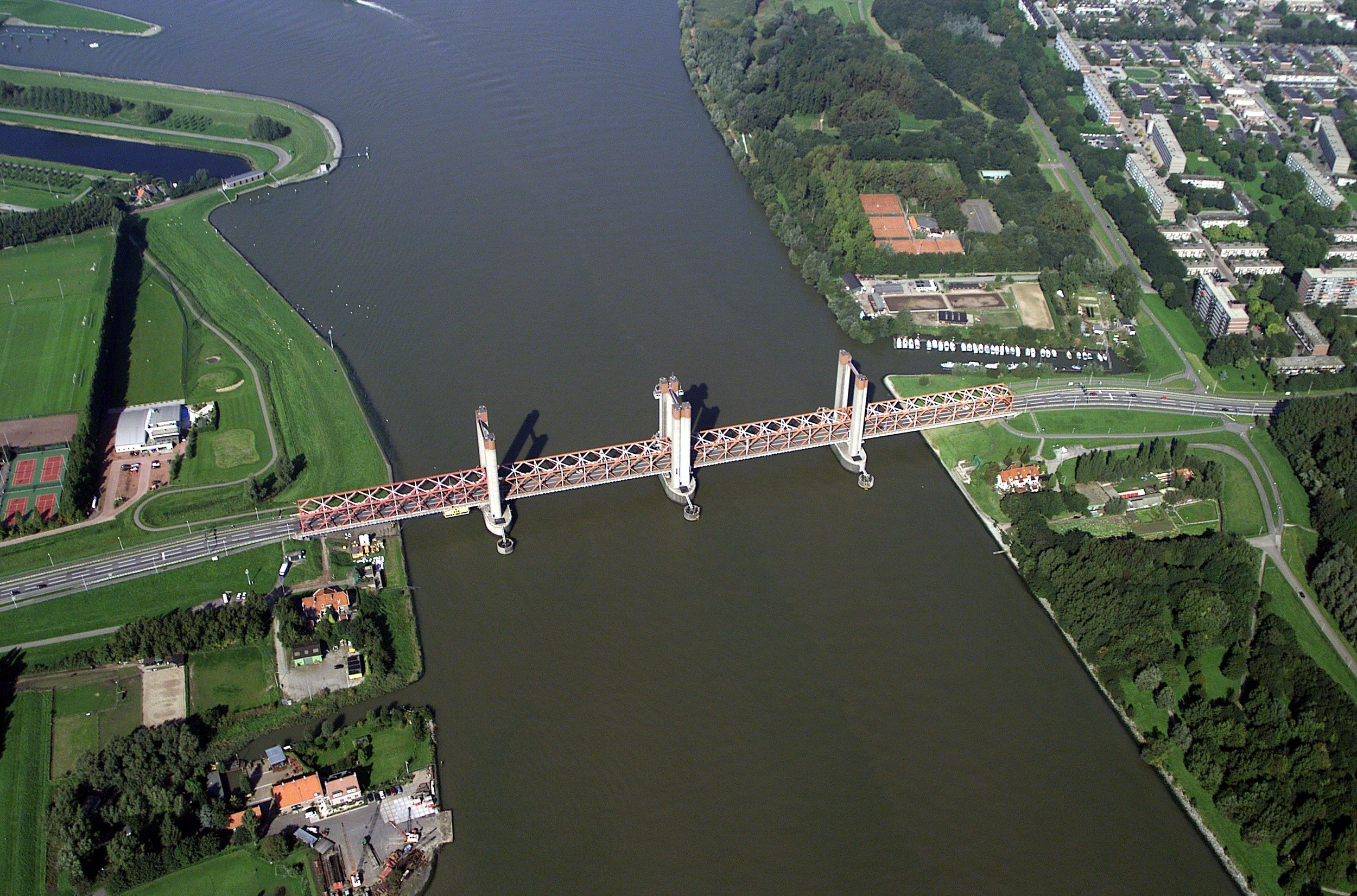
Luftaufnahme der Spijkenisserbrug, 2001
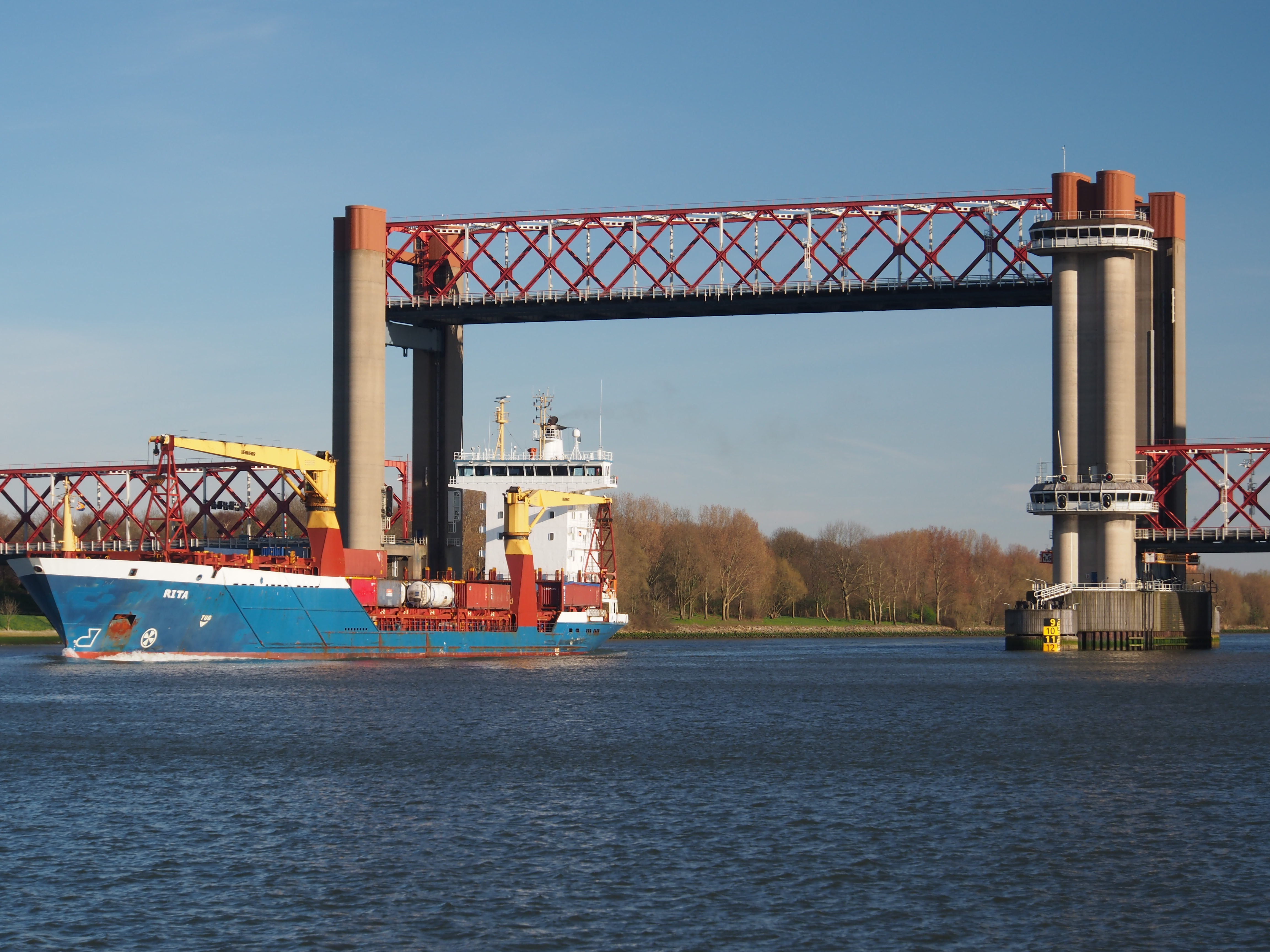
Die Spijkenisserbrug mit einer geöffneten Hubbrücke

Im Vergleich zu diesen drei doppelten Hubbrücken wurden weltweit nur acht Ausführungen mit einem beweglichen Tragwerk von über 150 m Spannweite verwirklicht, die fast ausschließlich nur ein bis zwei Gleise oder Fahrstreifen führen. Die ebenfalls von Waddell entworfene Marine Parkway–Gil Hodges Memorial Bridge (165 m) aus dem Jahre 1937 ist davon die einzige für vier Fahrstreifen, das Gewicht des beweglichen Fachwerktragwerks beträgt mit 2000 Tonnen aber weniger als die Hälfte der Tragwerke der Botlekbrug. Bezogen auf das zu hebende Gewicht, wird die Botlekbrug nur von großen Schiffshebewerken wie dem Schiffshebewerk Rothensee (1938), dem Schiffshebewerk Lüneburg (1974) oder dem Schiffshebewerk Niederfinow Nord (2022) übertroffen, deren wassergefüllte Tröge 5400, 5800 beziehungsweise 9800 Tonnen wiegen.